# Bohemian Alps
Bohemian Alps (česky České Alpy) je místopisné označení oblasti v jihovýchodní Nebrasce na americkém středozápadě. Region se rozkládá na území okresů Saunders a Butler přibližně 40 kilometrů severně od Lincolnu, hlavního města státu, a 40 kilometrů západně od Omahy, nejlidnatějšího města Nebrasky. Název oblasti dali čeští osadníci, kterým tento kraj svými pozvolnými kopci připomínal rodné české země. Český vliv je v oblasti do současnosti patrný.